# ジェシー・オーエンス
ジェシー・オーエンス（James Cleveland "Jesse" Owens、1913年9月12日 - 1980年3月31日）は、アメリカの男子陸上競技選手。1936年ベルリンオリンピック男子短距離走・走幅跳の種目でそれぞれ優勝し、4冠を達成したことで知られている。

## 生涯
黒人奴隷をルーツとするアフリカ系アメリカ人の貧困家庭に生まれ、子供のころから働きながら練習をしていた。中学で陸上競技のコーチをしていた教師チャールズ・ライリーに見いだされ、全米トップクラスの選手として活躍するようになる。

## 世界記録連続樹立
オーエンスは、腕を深く折り畳む独特のフォームで当時としては驚異的な速さで走ることができた。
1935年5月25日に、わずか45分の間に5つの世界記録と1つの世界タイ記録を樹立し、陸上競技の歴史にその名を轟かせた。このうち、走幅跳で記録した8m13の記録は1960年にラルフ・ボストンに破られるまで25年間世界記録として輝き続けた。

## ベルリンオリンピック
ベルリンオリンピックにおいてオーエンスは、まず100mの予選でオリンピック新記録を樹立する。決勝では、号砲とともに飛び出しリードし追いすがってくる同じアメリカのラルフ・メトカーフを約1m抑え、1つめの金メダルを獲得した。
走幅跳は最初の2つの跳躍がファールになり苦戦するも、ドイツのルッツ・ロングにアドバイスを受け、予選を何とか突破する。一転して決勝では、誰もオーエンスの上位3つの記録に寄せ付けないという圧倒的な力を見せつけ、2つめの金メダルを獲得する（ちなみに銀メダルはアドバイスをしたロング、銅メダルは日本の田島直人だった）。
翌日、オーエンスは200mで2位に4mほどの大差をつけ、難なく3日間で3つめの金メダルを獲得する。さらに4日後には、オーエンスは4×100mリレーの第1走者として出場し、アメリカは世界新記録で金メダルを獲得、オーエンスは4冠を達成した。
この大会は当時のドイツの指導者であるアドルフ・ヒトラーとナチス党が、持論である白人種（ゲルマン民族）の優越性を証明することを望んだ大会である。しかし、男子走幅跳の決勝で戦ったドイツ人であるルッツ・ロングはオーエンスが当時の世界最高記録である8m13の記録をたたき出し、走幅跳で金メダルとなった際、金メダルを獲得したオーエンスをまず祝福し、その際に、ルッツ・ロングは次の言葉を残した。「僕は自分を抑えきれず、彼のもとに走った。彼を一番に祝福し、抱きしめた。肌を巡る戦いは終わったんだ。黒人は紛れもなくベストだったんだ。」。その後、彼らは腕を組んで控室に入った。このように、ベルリンの人々は、オーエンスを「オリンピックのヒーロー」として迎えた。

## 後半生
オリンピック後、オーエンスはアメリカのみならず世界における陸上界の英雄的な人物となったものの、その後の待遇は彼の功績に似つかわしくないものであった。アメリカ本国では黒人差別の下に馬と競走させられたり（自伝でこれは屈辱であると批判）、賞金稼ぎの競技に参加したことからアマチュアの地位を取り消された上に、その後破産するなど波乱の人生を送ることとなった。また、1968年メキシコシティーオリンピックでトミー・スミスとジョン・カーロスが行ったブラックパワー・サリュートを批判して、白人に迎合しているとの批判を浴びたこともあった。
しかしその後、慈善活動を行うなどしてその名声と地位を取り戻した。これらの功績により、1976年に大統領自由勲章を受章した。

## 関連書籍
- ジェフ・バーリンゲーム著（古川哲史、三浦誉史加、井上摩紀訳）『走ることは、生きること―五輪金メダリスト ジェシー・オーエンスの物語』、晃洋書房、2006年7月。
- 『記録をうちたてた人々』（さ・え・ら伝記ライブラリー 6、鈴木良徳著、さ・え・ら書房、1965年10月） ISBN 978-4378018065
ピエール・ド・クーベルタン、ジム・ソープ、パーヴォ・ヌルミ、織田幹雄、人見絹枝、ジェシー・オーエンス、フランシナ・ブランカース＝クン、エミール・ザトペックを紹介。

## 関連作品
映画
- 栄光のランナー/1936ベルリン（2016年、フランス・ドイツ・カナダ・アメリカ合作、主演：ステファン・ジェームス、監督：スティーヴン・ホプキンス）